# Hydatoscia ategua
Hydatoscia ategua là một loài bướm đêm trong họ Geometridae.